# Kiyoshi Okuma
Kiyoshi Okuma (大熊 清, Okuma Kiyoshi, Saitama, 21 juni 1964) is een Japans voormalig voetballer die als verdediger speelde.

## Carrière
In 1983 ging Okuma naar de Chuo University, waar hij in het schoolteam voetbalde. Nadat hij in 1987 afstudeerde, ging Okuma spelen voor Tokyo Gas, de voorloper van FC Tokyo. Okuma beëindigde zijn spelersloopbaan in 1992.
Begin jaren 1994 startte Okuma zijn trainerscarrière bij zijn ex-club FC Tokyo. In 2002 werd hij aangesteld als coach van het U-20 Japans voetbalelftal. Okuma was bondscoach van het Japan op het WK –20 van 2003 en 2005. Vanaf 2006 werd hij bij Japans voetbalelftal assistent van trainer Ivica Osim (2006-2007) en Takeshi Okada (2007-2010). Vanaf 2010 tot op heden is hij coach geweest bij FC Tokyo, Omiya Ardija en Cerezo Osaka.